# Nicholas Tischler
Nicholas Tischler (* 18. August 2000 in Bamberg) ist ein deutscher Basketballspieler.

## Laufbahn
Nicholas Tischler und sein einige Minuten älterer Zwillingsbruder Brandon Tischler wuchsen in ihrer Geburtsstadt Bamberg auf. Nach dem Realschulabschluss in Scheßlitz besuchten beide das Theresianum, wo sie 2020 ihr Abitur ablegten.
Nachdem die Brüder mit fünf Jahren bei den Bischberg Baskets angefangen hatten, spielten sie im Nachwuchsbereich von DJK Bamberg und TTL Bamberg, dann für den TSV Breitengüßbach. Im Spieljahr 2016/17 wurde Tischler zusätzlich in der Männermannschaft der Regnitztal Baskets in der 2. Regionalliga eingesetzt und schaffte 2017 den Sprung ins Zweitligaaufgebot des 1. FC Baunach. Er wurde in der Saison 2018/19 in 20 ProA-Spielen eingesetzt und erzielte im Schnitt 2,1 Punkte pro Partie, verpasste mit den Baunachern aber den Klassenverbleib. Während der Saison 2020/21, die durch Einschränkungen aufgrund der COVID-19-Pandemie geprägt war, gehörten die Tischler-Zwillinge keiner Mannschaft an, sondern arbeiteten ausschließlich mit Holger Geschwindner an ihrer Weiterentwicklung.
Im Juni 2021 wurde bekanntgegeben, dass der Bundesligist Basketball Löwen Braunschweig Nicholas Tischler und seinen Bruder unter Vertrag genommen habe, der bis 2024 laufe. Beide erhielten Doppellizenzen für Einsätze bei der SG Braunschweig in der Regionalliga. Als Grund für ihren Wechsel nannten die Brüder, dass sie in Braunschweig mehr Einsatzzeiten in der Bundesliga bekämen als in Bamberg. Nicholas Tischler wurde bei den Niedersachsen zum Stammspieler, in der Saison 2023/24 erzielte er in 34 Bundesliga-Einsätzen im Durchschnitt 8,5 Punkte.
Im Sommer 2024 schloss sich Tischler dem Bundesligisten Niners Chemnitz an. Sein Zwillingsbruder hingegen wechselte nach Ludwigsburg. Für die Sachsen erzielte er während der Saison 2024/25 5,2 Punkte je Begegnung, im Juni 2025 gaben EWE Baskets Oldenburg seine Verpflichtung bekannt.

### Nationalmannschaft
Im Februar 2023 wurde Tischler in die deutsche A-Nationalmannschaft berufen, kam aber zunächst noch nicht zum Einsatz. Im Sommer 2023 war er Mitglied einer U23-Auswahl des Deutschen Basketball Bunds, die unter der Leitung von Bundestrainer Gordon Herbert an einem internationalen Turnier im kanadischen Toronto teilnahm. Sein erstes A-Länderspiel bestritt Tischler unter Herberts Nachfolger Álex Mumbrú im November 2024 gegen Schweden.
Mit der deutschen A2-Nationalmannschaft kam Tischler bei der Sommeruniversiade in Nordrhein-Westfalen auf den vierten Rang.